# Ophionereis olivacea
Ophionereis olivacea är en ormstjärneart som beskrevs av Hubert Lyman Clark 1901. Ophionereis olivacea ingår i släktet Ophionereis och familjen Ophionereididae. Inga underarter finns listade i Catalogue of Life.